# 1:45-Stunden-Rennen auf dem Salzburgring 1970

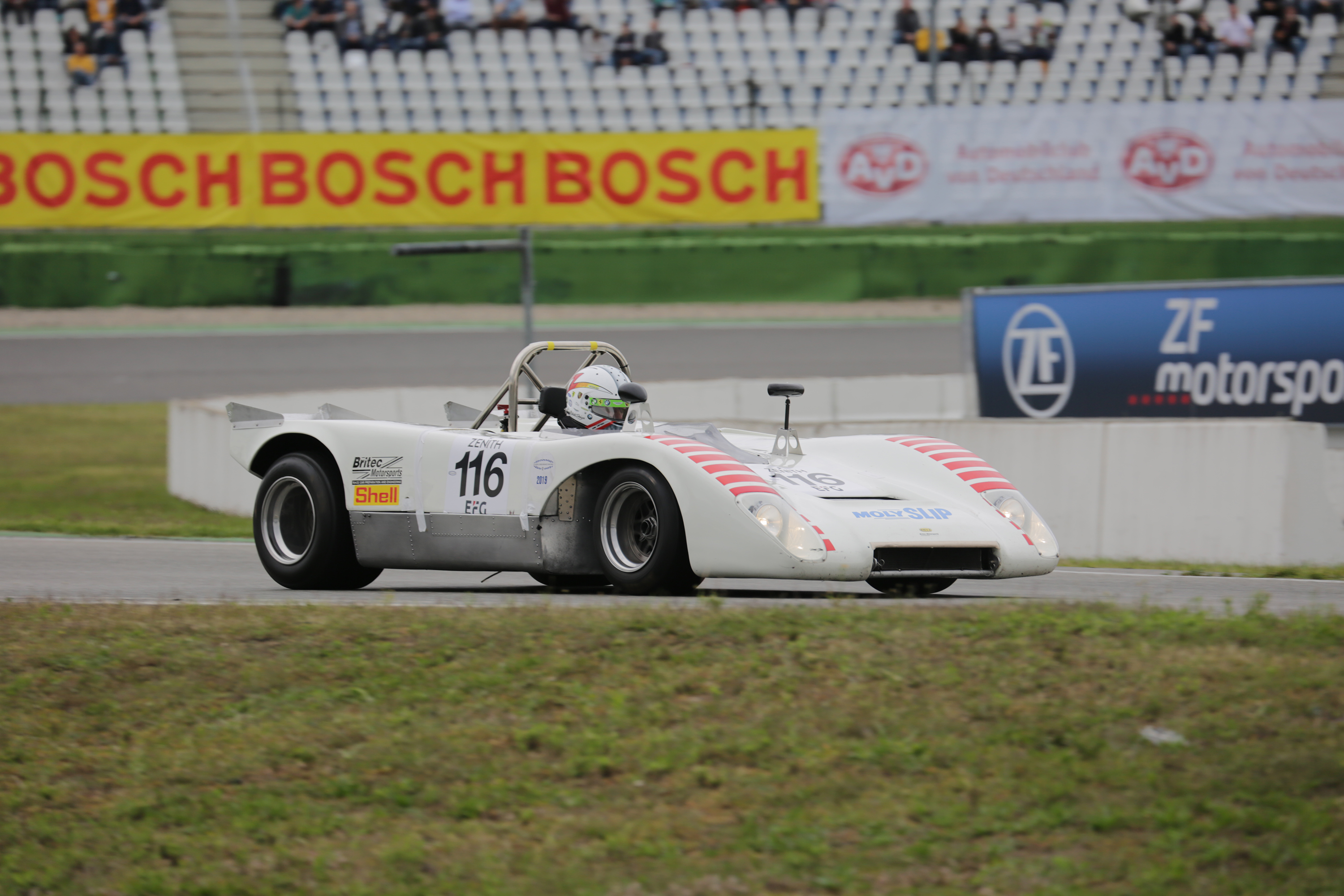
Siegerwagenmodell Lola T210

Das 1:45-Stunden-Rennen auf dem Salzburgring 1970 auch Taurenpokal, Salzburgring, fand am 24. Mai auf dem Salzburgring statt und war das dritte Rennen der Sportwagen-Europameisterschaft dieses Jahres.

## Das Rennen
1970 fanden die ersten Rennen der neu geschaffenen Sportwagen-Europameisterschaft statt. Die Rennserie war eine Ergänzung der bestehenden Sportwagen-Weltmeisterschaft. Die Motorisierung der Fahrzeuge war auf einen Hubraum von 2 Litern begrenzt. Das Debütrennen wurde auf dem Circuit Paul Ricard ausgetragen und endete mit dem Sieg von Brian Redman auf einem Chevron B16. Auf dem Salzburgring fand das dritte Saisonrennen statt, das Joakim Bonnier auf einem von ihm gemeldeten Lola T210 gewann.

## Ergebnisse

### Schlussklassement
| 1               | P 2.0  | 1  | Ecurie Bonnier                    | Joakim Bonnier               | Lola T210        | 80 |
| 2               | P 2.0  | 3  | Abarth Corse                      | Dieter Quester               | Abarth 2000SP    | 80 |
| 3               | P 2.0  | 4  | Abarth Corse                      | Johannes Ortner              | Abarth 2000SP    | 80 |
| 4               | P 2.0  |    | Abarth Corse                      | Jonathan Williams            | Abarth 2000S     | 79 |
| 5               | S 2.0  | 15 | Team Radio Veronica               | Ed Swart                     | Abarth 2000S     | 78 |
| 6               | S 2.0  |    | Scuderia Auto Neuser              | Helmut Krause                | Porsche 907      | 76 |
| 7               | S 2.0  |    | Ian Skailes                       | Ian Skailes                  | Chevron B16      | 76 |
| 8               | S 2.0  |    | Bosch Racing Team                 | Lambert Hofer                | Porsche 910      | 74 |
| 9               | S 2.0  |    | Kurt Rieder                       | Kurt Rieder                  | Porsche 906      | 74 |
| 10              | S 2.0  |    | Chuck Graemiger                   | Chuck Graemiger              | Chevron B8       | 74 |
| 11              | P 2.0  | 2  | Chevron Cars                      | Brian Redman                 | Chevron B16      | 72 |
| 12              | GT 2.0 |    | Kurt Simonsen                     | Kurt Simonsen Roland Larsson | Porsche 911S     | 72 |
| Ausgefallen     |        |    |                                   |                              |                  |    |
| 13              | S 2.0  | 21 | Ennio Bonomelli                   | Ennio Bonomelli              | Porsche 910      |    |
| 14              | S 2.0  |    | Bosch Racing Team                 | Otto Stuppacher              | Porsche 910      |    |
| 15              | S 2.0  |    | Angus Clydesdale                  | Angus Clydesdale             | Chevron B8       |    |
| 16              | S 2.0  |    | Andrew Fletcher                   | Andrew Fletcher              | Chevron B8       |    |
| 17              | GT 1.6 |    | Thomas Betzler                    | Thomas Betzler               | Alpine A110      |    |
| 18              | GT 2.0 |    | Georg Koltay                      | Georg Koltay                 | Porsche 911S     |    |
| 19              | S 2.0  |    | Eris Tondelli                     | Eris Tondelli                | Chevron B16      |    |
| 20              | S 2.0  | 6  | Worcestershire Racing Association | John Burton                  | Chevron B16      |    |
| 21              | S 2.0  | 8  | Hans-Dieter Blatzheim             | Hans-Dieter Blatzheim        | Porsche 907      |    |
| 22              | S 2.0  | 16 | Sergio Morando                    | Sergio Morando               | Abarth 2000SP    |    |
| 23              | S 2.0  | 22 | Hans Schulze-Schwering            | Hans Schulze-Schwering       | Porsche 910      |    |
| 24              | S 2.0  | 24 | Paul Vestey                       | Paul Vestey                  | Porsche 910      |    |
| Nicht gestartet |        |    |                                   |                              |                  |    |
| 25              | GT 1.6 |    | Claude Grollier                   | Claude Grollier              | Alpine           | 1  |
| 26              | S 2.0  |    | Alfa Romeo Deutschland            | Michel Weber                 | Alfa Romeo T33/2 | 2  |
| 27              | S 2.0  |    | Mark König                        | Tony Lanfranchi              | Nomad Mk.3       | 3  |
| 28              | GT 1.6 |    | Hubert Hofmann                    | Hubert Hofmann               | Lotus Elan       | 4  |
| 28              | GT 1.6 |    | Ludwig Auer                       | Ludwig Auer                  | Lotus Europa     | 5  |

1 nicht gestartet
2 Motorschaden im Training
3 Motorschaden im Training
4 nicht gestartet
5 nicht gestartet

### Nur in der Meldeliste
Zu diesem Rennen sind keine weiteren Meldungen bekannt.

### Klassensieger
| Klasse | Fahrer                  | Fahrer         | Fahrzeug     | Platzierung im Gesamtklassement |
| ------ | ----------------------- | -------------- | ------------ | ------------------------------- |
| P 2.0  | Joakim Bonnier          |                | Lola T210    | Gesamtsieg                      |
| S 2.0  | Ed Swart                |                | Abarth 2000S | Rang 5                          |
| GT 2.0 | Kurt Simonsen           | Roland Larsson | Porsche 911S | Rang 12                         |
| GT 1.6 | kein Teilnehmer im Ziel |                |              |                                 |

### Renndaten
- Gemeldet: 28
- Gestartet: 24
- Gewertet: 12
- Rennklassen: 3
- Zuschauer: unbekannt
- Wetter am Renntag: warm und trocken
- Streckenlänge: 4,238 km
- Fahrzeit des Siegerteams: 1:44:00,210 Stunden
- Gesamtrunden des Siegerteams: 80
- Gesamtdistanz des Siegerteams: 339,040 km
- Siegerschnitt: 159,580 km/h
- Pole Position: Joakim Bonnier – Lola T210 (#1) – 1:17,400
- Schnellste Rennrunde: Brian Redman – Chevron B16 (#2) – 1:14,210 = 205,615 km/h
- Rennserie: 3. Lauf zur Sportwagen-Europameisterschaft 1970